# Seča
Seča (wł. Sezza) – wieś w Słowenii, w gminie Piran. W 2018 roku liczyła 1231 mieszkańców.